# Antun Bogetić
Antun Bogetić (Premantura, Olaszország, 1922. április 24. – Póla, 2017. április 19.) horvát katolikus püspök, Poreč-Pula egyházmegye püspöke (1984–1997).

## Élete
1922. április 24-én az akkor Olaszországhoz tartozó Premanturán született. Gimnáziumi tanulmányait Koperben végezte, majd Rómában tanult a Lateráni Egyetemen, a teológiát Goricán végezte el. 1946. június 29-én szentelték pappá Porečen. 1946 és 1950 között a Labinban volt lelkész. 1950 és 1952 között püspöki titkárként tevékenykedett. 1952 és 1962 között a Pazini Szeminárium papja. 1962 és 1967 között Pazinban lelkész. 1967 és 1980 között a Poreč-Pula egyházmegye általános helynöke. 1980 és 1984 között misszionárius Argentínában. 1984. január 27-től a Poreč-Pula püspöke volt. 1984. április 28-án szentelték püspökké. 1997. november 18-án vonult vissza a püspökségtől.